# Frank Stronach
Frank Stronach (n. 6 de septiembre de 1932) es un político austro-canadiense.
Es el fundador de Magna Internacional, una compañía internacional de piezas automovilísticas con sede en Aurora, en el estado de Ontario, Canadá. También es fundador de Magna Entertainment Corp., empresa que se especializa en el entretenimiento, concretamente el de las carreras de caballos. 
Sus empresas cuentan con un valor neto estimado de $ 1,2 mil millones (a partir de marzo de 2013), Stronach fue clasificado por la revista Forbes entre los 25 hombres más ricos de Canadá y entre los 1175 (el 1015) del mundo.
En 2011, entró en la política austríaca: Fundando el Instituto Stronach para la campaña por el liberalismo económico tradicional y en contra el Euro.
En 2012, fundó el partido político Team Stronach en Austria. El cual fue presentado como la alternativa a los corruptos partidos tradicionales del país.
En las elecciones generales de 2013, el Team Stronach consiguió 11 escaños para el Nationalrat. Él obtuvo el primero de los escaños, pero cedió el cargo en 2014.

## Honores
Frank Stronach fue nombrado miembro de la Orden de Canadá en 1999. También es un doctor en Ingeniería honoris causa por la Universidad de Kettering.